# Maître de Boucicaut
Le Maître de Boucicaut ou Maître du maréchal de Boucicaut est un enlumineur français ou flamand actif dans le premier quart du XVe siècle, en particulier entre 1408 et 1420. Il doit son nom aux Heures du maréchal de Boucicaut, livre d'heures commandité par le maréchal de Boucicaut et réalisé entre 1410 et 1415.

## Éléments biographiques
Il est parfois identifié à Jacques Coene, originaire de Bruges, actif entre 1388 et 1404 à Paris, puis à Milan comme directeur du chantier du Duomo de Milan durant la première décennie du Quattrocento. Cependant, pour Inès Villela-Petit, celui-ci correspond plutôt au Maître du Couronnement de la Vierge. Les traces de l'activité du Maître de Boucicaut ne remontent qu'à la décennie suivante.
Il est sans doute formé dans l'entourage de Jacquemart de Hesdin. Son rôle fut important pour la peinture du XVe siècle : ses œuvres font partie des antécédents les plus directs de la nouvelle approche spatiale et de la lumière chez Jean Fouquet et les Flamands à partir de Jan van Eyck.
Grâce à la découverte de nouveaux liants, il put disposer de couleurs plus brillantes, capables de créer de la transparence (comme pour les ciels, où il fut le premier à faire des dégradés jusqu'aux plus clairs en rejoignant l'horizon) et de rendre les détails avec une plus grande précision.
Le Maître de Boucicaut est souvent comparé au Maître de Bedford et au Maître de Rohan ; on lui a longtemps attribué des œuvres récemment regroupées sous le nom du Maître de la Mazarine. Le maître de Boucicaut a formé ou contribué à forger le style de plusieurs enlumineurs, dont le Maître du Hannibal de Harvard ou le Maître de Marguerite d'Orléans.

## Manuscrits et miniatures attribuées

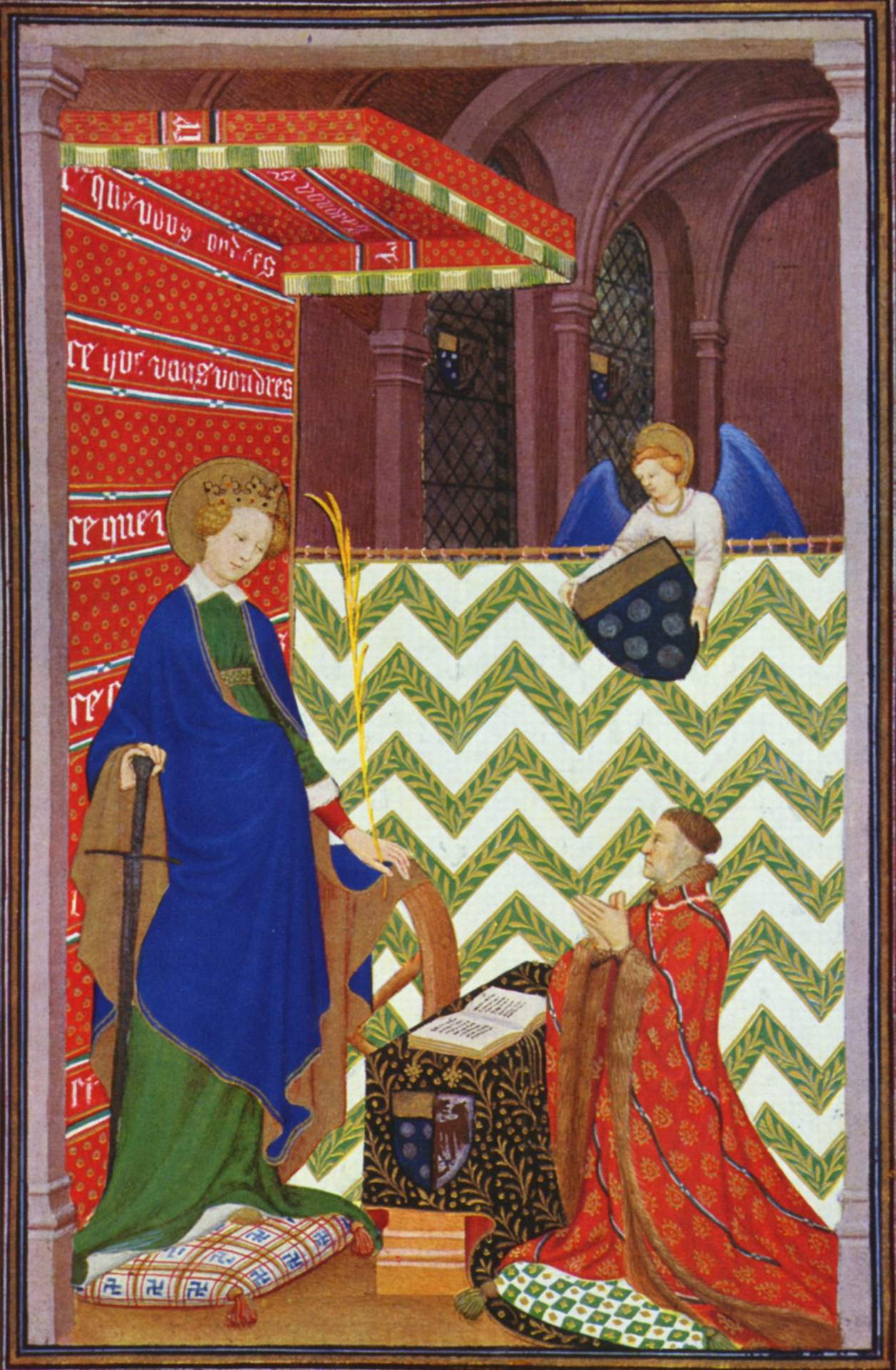
Le maréchal de Boucicaut en prière devant sainte Catherine, Heures du maréchal de Boucicaut.

- vers 1408, Heures du Maréchal de Boucicaut, musée Jacquemart-André, ms.2
- vers 1409, Missel de Lorenzo Trenta, Lucques, Biblioteca Statale, ms.3122
- vers 1410, Heures de Guise, une miniature, L'Annonciation (f.25), Chantilly, musée Condé, ms.64
- vers 1413, certaines miniatures du Bréviaire de Louis de Guyenne en collaboration avec le maître de Bedford, Bibliothèque municipale de Châteauroux, Ms.2
- vers 1414, Tite-Live du chancelier Arnaud de Corbis, Bibliothèque nationale de France, N.A.Fr. 15987
- vers 1414, Des Cas des nobles hommes et femmes du Boccace pour Girard Blanchet, Los Angeles, Getty Center, ms.63
- vers 1415, Trésor des histoires, Paris, bibliothèque de l'Arsenal, ms.5077 dont deux miniatures découpées sont conservées au musée du Louvre : Le comte de Montfort reçu par le roi de France (RF1928) et Départ de saint Louis pour la croisade (RF 1929)
- vers 1415-1417, Livre des propriétés des choses pour Béraud III (dauphin d'Auvergne), Bibliothèque nationale de France, Fr. 9141
- vers 1415-1417, Heures de Jeanne Bessonneau, Bibliothèque nationale de France, Lat. 1161
- une miniature extraite des Petites Heures d'Étienne Chevalier, Londres, British Library, Add.ms.16997, f.90, surpeinte par Jean Fouquet